# Plectrocnemia torosica
Plectrocnemia torosica là một loài Trichoptera trong họ Polycentropodidae. Chúng phân bố ở miền Cổ bắc.